# جورج بيمس
جورج بيمس (بالإنجليزية: George Bemis)‏ هو محامي أمريكي، ولد في 13 أكتوبر 1816 في وترتاون في الولايات المتحدة، وتوفي في 5 يناير 1878 في نيس في فرنسا.